# 803 Picka
803 Picka este un asteroid din centura principală, descoperit pe 21 martie 1915, de Johann Palisa.